# George Horne (hockey sur glace)
Pour les articles homonymes, voir George Horne et Horne.
George Alexander Horne (né le 27 juin 1904 à Sudbury, province de l'Ontario au Canada - mort le 31 juillet 1929) est un joueur professionnel canadien de hockey sur glace qui évoluait au poste d'ailier. Il joue au niveau professionnel pendant quatre saisons, remportant la Coupe Stanley avec les Maroons de Montréal de la Ligue nationale de hockey en 1926. Il meurt en juillet 1929 en se noyant lors d'une balade en canoë avec des amis.

## Biographie
Horne commence sa carrière en 1921 avec les Wolves de Sudbury dans l'association de hockey junior du nord de l'Ontario. La saison suivante, il joue avec l'équipe junior mais également avec l'équipe senior du club. En 1922-1923, il signe avec les Trappers de North Bay toujours dans l'Association de hockey du nord de l'Ontario et passe deux saisons avant de rejoindre les Peach Kings de Grimsby. 
Le 8 octobre 1925, il rejoint en tant qu'agent libre les Maroons de Montréal de la Ligue nationale de hockey. Opéré plusieurs fois au cours de la saison, il participe à 13 rencontres de la saison 1925-1926 avec son équipe qui met la main sur la Coupe Stanley à la fin des séries éliminatoires. Horne commence la saison suivante toujours dans la LNH mais ne jouant que deux rencontres avec les Maroons, il est laissé libre par son équipe en février. Il est réclamé par les Nationals de Stratford qui s'en séparent une douzaine de rencontres plus tard. Il finit alors la saison 1926-1927 avec les Cataracts de Niagara Falls. Pour la saison suivante, il est de retour avec les Nationals. Au cours de cette saison, il est le meilleur buteur de la CPHL avec 32 buts en 40 rencontres. Il aide également son équipe à remporter le titre de la Can-Pro. Grâce à ce titre, en avril 1928, il est échangé aux Maple Leafs de Toronto pour jouer une dernière saison dans la LNH. En effet, le 31 juillet 1929, il se noie lors d'une balade en canoë avec des amis.

## Statistiques
| Saison     | Équipe                     | Ligue      |    | Saison régulière | Saison régulière | Saison régulière | Saison régulière | Saison régulière |   | Séries éliminatoires | Séries éliminatoires | Séries éliminatoires | Séries éliminatoires | Séries éliminatoires |
| Saison     | Équipe                     | Ligue      | PJ | B                | A                | Pts              | Pun              | PJ               | B | A                    | Pts                  | Pun                  |                      |                      |
| 1925-1926  | Maroons de Montréal        | LNH        | 13 | 0                | 0                | 0                | 2                |                  |   |                      |                      |                      |                      |                      |
| 1926-1927  | Maroons de Montréal        | LNH        | 2  | 0                | 0                | 0                | 0                |                  |   |                      |                      |                      |                      |                      |
| 1926-1927  | Nationals de Stratford     | Can-Pro    | 13 | 2                | 2                | 4                | 20               |                  |   |                      |                      |                      |                      |                      |
| 1926-1927  | Cataracts de Niagara Falls | Can-Pro    | 9  | 4                | 2                | 6                | 4                |                  |   |                      |                      |                      |                      |                      |
| 1927-1928  | Nationals de Stratford     | Can-Pro    | 40 | 32               | 3                | 35               | 35               |                  |   |                      |                      |                      |                      |                      |
| 1928-1929  | Maple Leafs de Toronto     | LNH        | 39 | 9                | 3                | 12               | 32               | 4                | 0 | 0                    | 0                    | 2                    |                      |                      |
| Totaux LNH | Totaux LNH                 | Totaux LNH | 54 | 9                | 3                | 12               | 34               | 4                | 0 | 0                    | 0                    | 2                    |                      |                      |

## Trophées et honneurs personnels
- Coupe Stanley en 1926 avec les Maroons de Montréal
- Meilleur buteur de la Canadian Professional Hockey League en 1927-1928
- Champion de la Canadian Professional Hockey League en 1928